# TJX Companies
TJX Companies ist ein in Nordamerika, Australien und Europa agierender Einzelhandelskonzern mit Hauptsitz in Framingham/Massachusetts in den Vereinigten Staaten. Der Konzern ist im Aktienindex S&P 500 (Standard & Poor’s 500) gelistet.

## Geschichte
The TJX Companies wurde 1956 unter der Firmierung Zayre Corp. gegründet. Einer der Mitgründer, Stanley Feldberg, war bis 1978 Präsident des Unternehmens und anschließend bis zu seinem Ruhestand 1989 Mitglied im Aufsichtsrat. Er starb 2004. Nach dem Verkauf der Marke Zayre verblieb T.J. Maxx als Kern der Marken des Unternehmens. 1990 expandierte man durch Übernahme der kanadischen Kette Winners erstmals ins Ausland. Zwei Jahre später wurde in den USA die neue Marke Home Goods eingeführt. 1994 folgte unter der Marke TK Maxx der Markteintritt im Vereinigten Königreich, kurz darauf auch in Irland. 1995 wurde die Marke Marshalls übernommen und mit T.J. Maxx zur Untergruppe Marmaxx vereinigt. Im Folgejahr wurde TJX Companies in den US-Börsenindex der größten Unternehmen, Standard & Poors 500, aufgenommen. 1998 lancierte man die sechste Marke, A.J. Wright, 2001 zunächst in Kanada eine weitere, HomeSense. 2003 wurde Bob’s Stores übernommen, 2008 wieder verkauft. Ende 2010 kündigte das Unternehmen das Ende der Marke A.J. Wright an, ein Teil der Läden wurde auf andere Marken der Gruppe umgeflaggt. Im Jahr 2012 wurde bekannt, dass 2007 rund 46 Millionen Kredit- und Debit-Karten-Nummern
durch Einbruch in die Computersysteme des Konzerns kopiert wurden.

## TJX-Tochtergesellschaften

### Vereinigte Staaten
- T.J. Maxx
- HomeGoods
- Marshalls
- A.J. Wright
- Bob’s Stores
- The Maxx

### Kanada
- Winners
- Marshalls
- HomeSense

### Europa
- TK Maxx (2017: 503 Filialen in Europa)
- HomeSense (2017: 44 Filialen in Europa)

### Frühere Ketten
- Zayre
- BJ's Wholesale Club
- HomeBase